# Cephaloscymnus insulatus
Cephaloscymnus insulatus är en skalbaggsart som beskrevs av Gordon 1970. Cephaloscymnus insulatus ingår i släktet Cephaloscymnus och familjen nyckelpigor. Inga underarter finns listade i Catalogue of Life.